# أمل الجمل
أمل الجمل (1979 -) هي كاتبة وناقدة سينمائية مصرية.

## حياتها ونشأتها
رأت منذ الطفولة العازف على البيانو،
- بكالوريوس إعلام، قسم إذاعة وتليفزيون، كلية الإعلام، جامعة القاهرة.[2]
- دبلوم النقد الفني، المعهد العالي للنقد الفني، الأولى بتقدير امتياز.
- ماجستير في فلسفة الفنون، 2007، بتقدير ممتاز، بعنوان التوجهات الإعلامية للإنتاج السينمائي المشترك في مصر، دراسة تاريخية تحليلية (1946- 2004). [3]
- دكتوراة مع مرتبة الشرف الأولى في فلسفة الفنون 2013. عنوان الرسالة: اللغة السينمائي في كتابات شريف حتاتة[4]، دراسة مقارنة مع أندريه تاركوفسكي.
- تزوجت من اليساري والكاتب الروائي المصري الإنجليزي شـريف حتاتة، حتى وفاته.[5][6]

## مسيرتها
ألفت تسع كتب في النقد السينمائي، لها عشرات الدراسات السينمائية، تكتب المقال بجريدة الحياة اللندنية منذ 2004، إلى جانب عدد من الصحف والمجلات المصرية والعربية،
- كاتبة سيناريو، على الدرجة الأولى، بالإدارة المركزية للإنتاج المتميز، القنوات المتخصصة، مصر.
- كاتبة وناقدة سينمائية (مستقلة) تكتب في صحف مصرية وعربية، منها الحياة اللندنية.
- عملت مُعد برامج بقناة النيل للدراما، القنوات المتخصصة المصرية، وكذلك في قناة النيل الدولية، النايل تي في.

### الإعداد ومساعد الإخراج
1. شاركت في إعداد برنامج مع نور الشريف على قناة دريم.
2. عملت مساعد مخرج في الأعمال الدرامية منها مسلسل الفرار من الحب للمخرج مجدي أبو عميرة.
3. قامت بإعداد البرامج السينمائية والمسرحية التسجيلية للقنوات التليفزيونية منذ عام 1997 ومنها: المبدعون ـ كيف يكتبون ـ نجوم شكل تاني ـ الحكم بعد المشاهدة ـ عفواً سقط عمداً ـ حوار محصلش ـ حكاية بداية ـ أسرار الأفلام ـ مشاهد لا تُنسى ـ أعمالي أيام من عمري ـ شمعة جديدة ـ فن الديكور ـ ولد وبنت ـ كلوز أب ـ العرض الأول ـ رمضان زمان ـ من الإذاعة للتليفزيون ـ للشاشة من الميكروفون.
4. شاركت في ورشة عمل حول الأفلام الوثائقية منخفضة التكاليف (كتابة وإخراج، إنتاج، تصوير وإضاءة، ومونتاج)، نظمتها السفارة الأسبانية بالقاهرة في يونيو 2005.

### عضوية لجان التحكيم
1. عضو لجنة تحكيم جمعية نقاد السينما بمهرجان الإسماعيلية الدولي للأفلام القصيرة والتسجيلية 2008.
2. عضو لجنة تحكيم الفيبريسي بمهرجان القاهرة السينمائي الدولي 2010
3. عضو لجنة تحكيم بمهرجان السينما في ميسينا بجنوب إيطاليا 2011.
4. عضو لجنة تحكيم الأفلام الوثائقية والقصيرة بمهرجان السينما العربية بمالمو، 2012.
5. عضو لجنة تحكيم جائزة سمير فريد بمهرجان الجونة السينمائي دورته الثانية، 2018.

## مؤلفاتها

### الكتب
1. صدر لها كتاب بعيون امرأة، صدر عن دار العالم الثالث، 2007.
2. كتاب السينما العربية المشتركة، فيلموجرافيا، المجلس الأعلى للثقافة، مصر، 2008.
3. كتاب الإنتاج المشترك في السينما المصرية، سلسة آفاق السينما، مصر، 2009.
4. يوسف شاهين وتجربة الإنتاج المشترك سلسلة الفن السابع، سوريا، 2011.
5. القتلة بين هيمنجواي وتاركوفسكي، دائرة الثقافة والإعلام الشارقة، 2012.
6. «اللغة السينمائية في الأدب.. دراسة مقارنة بين تاركوفسكي وشريف حتاتة»، دائرة الثقافة والإعلام، الشارقة 2014.
7. «نوال السعداوي وشريف حتاتة.. تجربة حياة»، دار المحروسة، مصر، 2014.[7]
8. الأفلام المصرية في المهرجانات الدولية، 2014. إصدارات مهرجان القاهرة السينمائي الدولي.[8]
9. «سمير فريد.. الناقد السينمائي النموذج والمثال»، إصدارات مهرجان الأقصر للسينما الأفريقية، 2017.
10. «وجوه للمرأة الثائرة»[9]

### كتابة السيناريو
1. كتبت فكرة وسيناريو وتعليق الفيلم الوثائقي الطويل جبل موسى صعود الألم والمتعة من إنتاج قناة الجزيرة الوثائقية.
2. كتبت سيناريو وحوار الفيلم الروائي الشبكة عن رواية بذات الاسم للروائي شريف حتاتة، والفيلم تحت التنفيذ من إخراج الفنان نور الشريف.
3. كتبت السيناريو والحوار للسهرة التليفزيونية المجانين من إنتاج قناة النيل للدراما، 1998، عن قصة فوق حدود العقل للكاتب يوسف إدريس.
4. كتبت سيناريو وحوار أربعة أفلام وثائقية بعنوان الحيوانات في خطر من إنتاج التليفزيون المصري بالتعاون مع اتحاد الإذاعات الأوروبية، 2009، وقد حصلت الأفلام على التريب الأول بين جميع أفلام الدول الأوروبية المشاركة في المشروع، كما اختارته الجامعة الدولية الفرنسية من بين أفضل الأفلام للعرض في خمسة عشر دولة حول العالم.
5. كتبت سيناريو الفيلم التسجيلي لمسة وفاء، من إنتاج القنوات المتخصصة، مصر.[10]

## الجوائز
1. حصلت عن سيناريو الشبكة على جائزة مالية قدرها عشرون ألف جنيه وشهادة تقدير وذلك في مسابقة عبد الحي أديب للسيناريو بمهرجان الإسكندرية السينمائي لدول البحر المتوسط الخامس والعشرين 2009.[11][12]
2. أمل الجمل تفوز بجائزة النقد من نقابة اتحاد كتاب مصر[13]

## وصلات خارجية
- نظرة خاصة : فيلم «البحر داخلنا» بقلم أمل الجمل
- عن كتاباتها: أمل الجمل والوقوع في غواية النقد السينمائي
- عن رسالة الدكتوراة : لغة السينما بين تاركوفسكي وحتاتة
- القليوبى يناقش رسالة دكتوراه عن روايات «شريف حت1اتة» بأكاديمية الفنون غدا[وصلة مكسورة]

عن كتاب القتلة بين هيمنجواي وتاركوفسكي
- القتلة بين هيمنجواي وتاركوفسكي.. كتاب لمصرية في محبة مخرج روسي رائد
- أمل الجمل تقارب العلاقة بين القصة والسينما
- كتاب - ليس سيئاً كما تعتقدون!
- كتاب - ليس سيئاً كما تعتقدون!